# Collectie Prestige
Collectie Prestige is een collectie stripalbums uitgegeven door uitgeverij Glenat. In deze collectie verscheen tussen 1986 en 2020 een eenentachtig luxe albums van uiteenlopende auteurs. De collectie omvat verhalen van Dayak, Samber, De Grote Dode, Max Fridman en De waters van Dodemaan. Van deze serie zijn geen herdrukken bekend en alle delen verschenen uitsluitend met harde kaft.

## Reeksen
- Dayak
- De droom van de haai
- Fox
- Grimlein Lederwant
- De Grote Dode
- La guerre des Sambre - Werner & Charlotte
- Hemingway
- Kaplan & Masson
- Little Ego
- Macabere sfeer
- Max Fridman
- Notre Dame
- De oorlog van de Sambers
- De orde van Cicero
- De rode keizerin
- Sade
- Samber
- Sasmira
- De schilderleraar
- Silas Corey
- Sjanghaï
- Sprinkhaan
- Het syndroom van Abel
- Tako
- Vinci
- Vorstenbloed
- De waters van Dodemaan
- Witte nacht
- De zaak Dominici